# Inzan Ien
Inzan Ien (ur. 1751, zm. 1814; jap. 隱山惟琰) – japoński mistrz zen szkoły rinzai, założyciel jednej z dwu najważniejszych linii przekazu szkoły rinzai.

## Życiorys
Inzan Ien urodził się w Echizen w rejonie Fukui. Jako dziecko wstąpił do klasztoru Kōtoku-ji w Mino. Został mnichem pod kierunkiem opata tego klasztoru Rōzana (zm. 1781) i był jego uczniem przez siedem lat. W wieku 16 lat rozpoczął praktykę zen pod kierunkiem Bankoku, który był uczniem Bankeia Yōtaku (1622–1693). Po trzech latach przeniósł się do Hōrin-ji w Nagacie, gdzie kontynuował praktykę zen pod kierunkiem mistrza Gessena Zenne, u którego osiągnął swoje pierwsze oświecenie. Zgodnie ze zwyczajem rozpoczął wtedy wędrówkę po klasztorach zen spotykając się z różnymi nauczycielami. Przekonał się wtedy, że jego urzeczywistnienie przewyższało urzeczywistnienia tych mistrzów.
Około 1780 roku udał się do Baisen-ji w Mino, gdzie przebywał jego pierwszy nauczyciel Rōzan. Po jego śmierci spędził kilka lat w Baisen-ji. Gdy usłyszał o sukcesach mistrza Gasana Jitō udał się do niego do Edo, aby sprawdzić, czy jego zrozumienie jest wyższe. Podczas ich pierwszego spotkania zanim jeszcze otworzył usta, aby coś powiedzieć, mistrz Gasan wyciągnął rękę przed jego twarz i spytał: "Powiedz mi, dlaczego to nazywa się ręką ?" Inzan zaskoczony nie mógł niczego powiedzieć, dopiero po chwili zaczął zbierać myśli i gdy chciał przemówić, Gasan wyciągnął nogę i spytał: "A dlaczego to nazywa się nogą?" Gdy Inzan chciał coś powiedzieć mistrz zaśmiał się i wypchnął go z pokoju. Inzan został jego uczniem. Pracował nad kōanami według metody Hakuina i Tōreia Enji. Po osiągnięciu oświecenia został spadkobiercą mistrza.
Po zostaniu samodzielnym nauczycielem Inzan zyskał sławę jako propagator idei Hakuina.
W 1806 roku odbudował klasztor Zuiryō w Gifu, gdzie zgromadził wielką liczbę uczniów, zarówno mnichów jak i ludzi świeckich. Dwa lata później został mianowany opatem klasztoru Myōshin. Po jakim czasie powrócił do Zuiryō-ji.
Mistrz zen Inzan Ien zmarł w roku 1814 w klasztorze Zuiryō.

## Linia przekazu Dharmy zen
Pierwsza liczba oznacza pokolenia od Pierwszego Patriarchy chan w Indiach Mahakaśjapy.
Druga liczba oznacza pokolenia od Pierwszego Patriarchy chan w Chinach Bodhidharmy.
Trzecia liczba oznacza początek nowej linii przekazu w innym kraju.
- 67/40/13. Hakuin Ekaku (1685–1768) szkoła Hakuina

- 68/41/14. Daido Don’e (bd)

- 69/42/15. To’un Zengi (zm. 1782)

- 68/41/14. Satsu świecka spadkobierczyni Dharmy
- 68/41/14. Daikyu Eho (Genshu) (1716–1776)

- 69/42/15. Daiun Rinzei (zm. 1795)
- 69/42/15. Tengan Shiben (1737–1805)
- 69/42/15. Issan Shinko (1740–1815)

- 68/41/14. Shokan Dairin (Tairei, Daienkakuo) (1724–1807)

- 69/42/15. Getsuan Shoyu (bd)
- 69/42/15. Bunrei Shogai (bd)

- 68/41/14. Tōrei Enji (1721–1792)

- 69/42/15. Daikan Monju (1766–1842)

- 68/41/14. Gasan Jitō (1726–1797)

- 69/42/15. Inzan Ien (1751–1814)

- 70/43/16. Sekkan Shoju (1766–1835)
- 70/43/16. Kohan Kokan (1776–1843)

- 71/44/17. Tsu’o Sotetsu (1801–1854)

- 72/45/18. Seitei Genshi (1815–1881)

- 73/46/19. Yorei Itei (1815–1901)
- 73/46/19. Yamaoka Tesshu (Yamaoka Tetsushu) (1815–1901)

- 70/43/16. Tōrin Sōju (zm. 1837)

- 71/44/17. Settan Shōboku (1812–1873)

- 72/45/18. Keichu Bundo (1824–1905)
- 72/45/18. Tairyu Bun’i (1826–1880)

- 73/46/19. Daigi Sogon (1841–1874)

- 74/47/20. Sho’in I’so (1865–1924)

- 75/48/21. Muin Isei (bd)

- 76/49/22. Kaji’ura Itsugai (1896–?)

- 77/50/23. Hasegawa Seikan (ur. 1945)

- 70/43/16. Taigen Shigen (Taigen Gisan) (1768–1837)

- 71/44/17. Etan Daishin (1792–1870)
- 71/44/17. Daisetsu Shōen (1797–1855)

- 72/45/18. Dokun Jōshu (1819–1895)

- 73/46/19. Banryo Zenso (1848–1935)

- 74/47/20. Miura Joten (Joten Soko) (1871–1958)

- 75/48/21. Sasaki Joshu Kyozan (1 kwietnia 1907-?) USA, Kanada

- 73/46/19. Kan’o Sokai (1856–1923)

- 74/47/20. Zeggaku Bunki (1872–1932)

- 72/45/18. Gido Shoseki (1814–1865)

- 71/44/17. Gisan Zenrai (1802–1878)

- 72/45/18. Tekisui Giboku (1822–1899)

- 73/46/19. Ryoen Genseki (Ryu’en Genseki) (1842–1918)

- 74/47/20. Seki Seisetsu Genjo (1877–1945)

- 75/48/21. Seki Bokuo Sou’un (1903–1991)

- 76/49/22. Sōgen Ōmori (1904–sierpień 1994)

- 77/50/23. Hosokawa Dōgen (ur. 1947)
- 77/50/23. Kadawaki Kakichi (bd)
- 77/50/23. Terayama Katsujo (ur. 1938)
- 77/50/23. Tanouye Tenshin (ur. 1938)

- 78/51/24. Toyoda Fumio (Tenzan Gensei) (8 listopada 1947-4 lipca 2001)
- 78/51/24. Honda (bd)
- 78/51/24. Kow (bd)
- 78/51/24. Teruya (bd)

- 75/48/21. Yamada Mumon (1900–1988)

- 76/49/22. Shōdō Harada (ur. 1940)
- 76/49/22. Taikai Doken (Ikoma) (ur. 1935)
- 76/49/22. Kataoka Shonen (bd)
- 76/49/22. Kono Taitsu (ur. 1930)
- 76/49/22. Noritake Shunan (bd)
- 76/49/22. Engaku Taino (bd)
- 76/49/22. Masataka Toga (bd)
- 76/49/22. Jyogi Taikan (ur. 1941) Włochy
- 76/49/22. Gerta Maria Luise Karoline Ital (1904–1988) Francja

- 73/46/19. Gazan Shotei (Hashimoto) (1853–1900)

- 72/45/18. Ekkei Shuken (1809–1883)

- 73/46/19. Kokan Soho (1839–1903)

- 74/47/20. Sosan Echo (Ikegami Shozan Echo) (1851–1928)

- 75/48/21. Kendo Ueki (ur. 1871-?)

- 73/46/19. Jinjo Sozen (1842–1914)

- 72/45/18. Kodo Giseki (1839–1888)
- 72/45/18. Koshu Sotaku (1840–1907)
- 72/45/18. Kōsen Sōon (Imakita Kōsen) (1816–1892)

- 73/46/19. Kōgaku Sōen (1859–1919)

- 74/47/20. Hōgaku Jikō (bd)
- 74/47/20. Senzaki Nyogen (1876–1958)
- 74/47/20. Tetsuō Sōkatsu (1870–1954)

- 75/48/21. Zuigan Sōseki (Gotō Zuigan) (1879–1965)

- 76/49/22. Walter Nowick (29 stycznia 1926-6 lutego 2013) USA
- 76/49/22. Oda Sesso (1901–1966)

- 77/50/23. Sojun Kannon (bd)

- 76/49/22. Morinaga Soko (1925–1995)

- 75/48/21. Shigetsu Sōshin (Sasaki Shigetsu) (1882–1945)

- 69/42/15. Takujū Kosen (Daido Enkan) (1760–1833)

- 70/43/16. Sozan Genkyō (Jinki Myoyo) (1798–1868)

- 71/44/17. Tankai Genju (1832–1903)
- 71/44/17. Gisen Monetsu (1845–1915)
- 71/44/17. Choshu Genkai (1830–1903)
- 71/44/17. Horin Ginan (1847–1898)

- 72/45/18. Tsu’o Sotetsu (1868–1933)

- 71/44/17. Kasan Zenryo (1824–1893)

- 72/45/18. Tetsuo Chisei (1879–1837)
- 72/45/18. Sōhan Gempō (Sōhan Genhō) (1848–1922)

- 73/46/19. Tsuzan Soen (bd)
- 73/46/19. (Yamamoto) Gempō Giyū (1865–1861)

- 74/47/20. (Nakagawa) Sōen Genju (19 marca 1907-11 marca 1984) USA - szkoła ameryk. rinzai

- 75/48/21. Suzuki Sochu (1921–1 stycznia 1990)
- 75/48/21. Maurine Myoon Freedgood (3 marca 1922-26 lutego 1990)
- 75/48/21. Shimano Eidō Tai (ur. 1932)

- 76/49/22. Jiro Andy Afable (ur. 1943)
- 76/49/22. Roko Sherry Chayat (ur. 1943)
- 76/49/22. Junpo Denis Kelly (bd)
- 76/49/22. Genjo Kokan Marinello (ur. 5 listopada 1954)
- 76/49/22. John Denko Mokudo Mortensen (ur. 1947)

- 74/47/20. Fujimori Kozen (bd)
- 74/47/20. Immari Beijo (bd)
- 74/47/20. Nakagawa Dokyu Kyudo (zm. 29 grudnia 2007)

- 70/43/16. Razan Gemma (1815–1867)

- 71/44/17. Nan’in Zengu (1834–1904)
- 71/44/17. Toshu Zenchu (1839–1925)

- 72/45/18. Ko’in Jiteki (1866–1909)

- 71/44/17. Mugaku Bun’eki (1818–1887)

- 72/45/18. Daiko Sojun (1841–1911)

- 70/43/16. Myōki Sōseki (1774–1848)

- 71/44/17. Karyō Zuika (1790–1859)

- 72/45/18. Tankai Genshō (1811–1898)

- 73/46/19. Dokutan Sōsan (1840–1917)

- 74/47/20. Nanshinken Mukai Koryō (1864–1935)

- 75/48/21. Nakamura Kyōsan Taiyū (1886–1954)

- 76/49/22. Miura Isshū Jitō (1903–1978 nie zostawił spadkobiercy Dharmy

- 75/48/21. Shibayama Zenkei (1894–1974)

- 76/49/22. Takayama Taigan (bd)

- 70/43/16. Hogaku Soju (1825–1901)
- 70/43/16. Goten Dokei (1814–1891)

- 71/44/17. Jitsuso Teijin (1851–1909)

- 72/45/18. Rosan Eko (bd)

- 70/43/16. Kaisan Sokaku (Bukoku Myogen) (1768–1846)

- 71/44/17. Kyodo Etan (1808–1895)

- 72/45/18. Kyuho Ichisei (1833–1916)

- 73/46/19. Ten’o Erin (1859–1889)

- 72/45/18. Daishu Soju (1817–1889)

- 73/46/19. Kodo Genchu (1830–1890)

- 71/44/17. Yosan Soshiki (1779–1859)

- 70/43/16. Getsusan Kokyo (Daiki Myokan) (1789–1855)
- 70/43/16. Seki’o Somin (Daitetsu Hogan) (1794–1857)
- 70/43/16. Hoshu Zemmyo (Dai'ien Shokaku) (1802–1872)
- 70/43/16. Shun’no Zenetsu (Reiki Jin'o) (1772–1844?)

- 71/44/17.

- 72/45/18.

- 73/46/19.

- 74/47/20. Mokurai Soen (1854–1930)

- 69/42/15. Gyo’o Gensetsu (Shinkan Jisho) (1756–1831)

- 70/43/16. Zoho Bunga (Jinkan Dokusho) (1774–1825)

- 71/44/17. Ho’un Genshi (zm. 1875)

- 70/43/16. Kankai Soju Bunga (Hogan Reikan) (1779–1860)
- 70/43/16. Mannin Gen’i (Jinki Myokan) (1789–1860)
- 70/43/16. Kendo To’e (Mujin Shoto) (zm. 1820)
- 70/43/16. Hosan Gemmon (1784–1838)
- 70/43/16. Etsukei Shisei (1770–1838)